# PWS-6
PWS-6 – polski samolot towarzyszący. Opracowany i zbudowany w 1930 roku w Podlaskiej Wytwórni Samolotów w Białej Podlaskiej. 

## Historia
Pod koniec 1929 roku inżynierowie Aleksander Grzędzielski i August Bobek-Zdaniewski z Podlaskiej Wytwórni Samolotów rozpoczęli projektowanie udoskonalonej wersji samolotu PWS-5t2. Układ nowej konstrukcji oparli na doświadczeniach uzyskanych przy samolotach PWS-5 i PWS-12. Projekt został ukończony na początku 1930 roku, otrzymał on nazwę PWS-6. Na polecenie dyrektora wytwórni rozpoczęto budowę prototypu, który ukończono jesienią 1930 roku.
Prototyp samolotu PWS-6 był samolotem dwupłatowym o konstrukcji drewnianej. W odróżnieniu od samolotu PWS-5t2 miał grubszy kadłub i zaokrąglone końce płatów i usterzenia. Samolot ten jako pierwszy w Polsce posiadał skrzela (sloty) i to automatyczne. Podczas lotu skrzela szczelnie przylegały do płata nie wystając poza jego obrys. Przy zwiększeniu kąta natarcia płata (zadzieranie przodu kadłuba do góry), co ma miejsce w trakcie lądowania, wyssane skrzela otwierały się samoistnie przeciwdziałając przepadnięciu. 
Pod koniec 1930 roku pilot fabryczny Franciszek Rutkowski dokonał oblotu prototypu samolotu PWS-6. Podczas prób w locie prototyp spisywał się bardzo dobrze. W połowie 1931 roku został poddany próbom w Instytucie Badań Technicznych Lotnictwa w Warszawie, gdzie uzyskał dobrą opinię, znacznie przewyższającą ocenę samolotu PWS-5t2. Dzięki dobrej wytrzymałości konstrukcji samolot PWS-6 mógł wykonywać akrobację. Z wyłączonym silnikiem samolot łagodnie opadał w locie ślizgowym, a krótki rozbieg i dobieg wymagały zaledwie 50 m. 
Mimo udanej konstrukcji i dobrych właściwości pilotażowych, nie podjęto produkcji seryjnej samolotu PWS-6. Wcześniej bowiem podjęto decyzję o seryjnej produkcji dla wojska samolotu Lublin R.XIII, który był przeznaczony do takich samych zadań.
Wyprodukowano tylko jeden prototypowy egzemplarz samolotu PWS-6.

## Użycie w lotnictwie polskim
W związku z niepodjęciem produkcji seryjnej samolot ten nie był używany przez lotnictwo polskie, choć jego projekt był opracowany pod kątem zastosowania w lotnictwie wojskowym.

## Opis techniczny
Samolot PWS-6 był dwumiejscowym samolotem towarzyszącym, dwupłatem o konstrukcji drewnianej. 
Kadłub o przekroju owalnym miał konstrukcję kratownicową, drewnianą. Pokrycie kadłuba od silnika do ściany ogniowej stanowiła blacha duralowa, dalej do końca pokryty był on płótnem. Z przodu kadłuba na łożu ze spawanych rur stalowych umieszczony był silnik gwiazdowy, osłonięty pierścieniem Townenda, napędzający śmigło dwułopatowe początkowo drewniane, później metalowe. Za ścianą ogniową w kadłubie znajdował się zbiornik paliwa o pojemności 210 litrów. Dalej usytuowane były kolejno odkryte kabiny: najpierw pilota, potem obserwatora. W obu kabinach zamontowano sterownice. Kabinę pilota wyposażono w niezbędny zestaw przyrządów pokładowych, w kabinie obserwatora przewidziano umieszczenie radiostacji i obrotnicy dla karabinu maszynowego. Na końcu kadłuba zamontowane był usterzenie klasyczne o konstrukcji drewnianej, kryte sklejką i płótnem. Statecznik poziomy podparty był zastrzałami, a pionowy usztywniony drutem. Do spodu kadłuba zamocowano trójgoleniowe stałe podwozie główne z amortyzatorami olejowo-powietrznymi. Płozę ogonową wykonano ze stalowej sprężyny piórkowej. Płaty miały kształt prostokątny i zaokrąglone końcówki. Były one dwudźwigarowe, o konstrukcji drewnianej. Pokrycie do pierwszego dźwigara stanowiła sklejka, dalej płótno. Z przodu na górnym płacie znajdowały się wąskie skrzela (sloty) automatyczne angielskiej firmy Handley Page, a na krawędzi spływu powietrza płata dolnego klapolotki. 